# Bobi (pies)
Bobi (ur. 11 maja 1992 w Leirii, zm. 21 października 2023 tamże) – pies rasy portugalski pies stróżujący należący do Leonela Costy, wpisany 2 lutego 2023 roku do księgi rekordów Guinnessa jako jedyny znany pies, który miał rzekomo przekroczyć granicę 30 lat życia, co w chwili wpisu uczyniłoby go najstarszym znanym psem w historii, usunięty z księgi w 2024 roku.

## Życiorys i stwierdzenie wieku
Bobi urodził się jako jedno z czterech szczeniąt w budynku gospodarczym, w którym rodzina jego opiekuna przechowywała drewno. Pozostałe szczenięta z miotu zostały zakopane żywcem zaraz po urodzeniu, ponieważ ojciec Costy nie chciał zajmować się większą liczbą zwierząt. Ze względu na swoje umaszczenie Bobi po urodzeniu wtopił się w otoczenie, przez co ojciec Costy nie zauważył go, gdy zabierał szczenięta do zakopania.
Wiek Bobiego został potwierdzony przez rządową bazę danych zwierząt w Portugalii oraz księgę rekordów Guinnessa. Tym samym po ponad 83 latach wyprzedził on Blueya, australijskiego psa pasterskiego, który przeżył 29 lat i 5 miesięcy.
Na początku 2024 roku ze względu na brak rozstrzygających dowodów, które mogłyby definitywnie potwierdzić wiek Bobiego zwierzęciu odebrany został tytuł najstarszego psa w dziejach.

## Zdrowie i długowieczność
Właściciele psa stwierdzili, że Bobi cieszy się jak na swój wiek dobrym zdrowiem, chociaż ma problemy z chodzeniem i ze wzrokiem. Przez całe życie był zdrowy, z wyjątkiem omdlenia spowodowanego problemami z oddychaniem w 2018 roku. Costowie przypisują długowieczność Bobiego „cichemu, spokojnemu otoczeniu” i spożywaniu świeżego jedzenia zamiast zwykłej karmy. Jego długowieczność można również przypisać dobrym genom, ponieważ matka Bobiego dożyła 18 lat.
Aby uczcić 31. urodziny Bobiego, zaproszono 100 gości do świętowania tej okazji; podczas uroczystości wystąpiła grupa tancerzy.
Pies zmarł 21 października 2023 roku, przeżywszy 31 lat i 163 dni.